# Richard Sicha

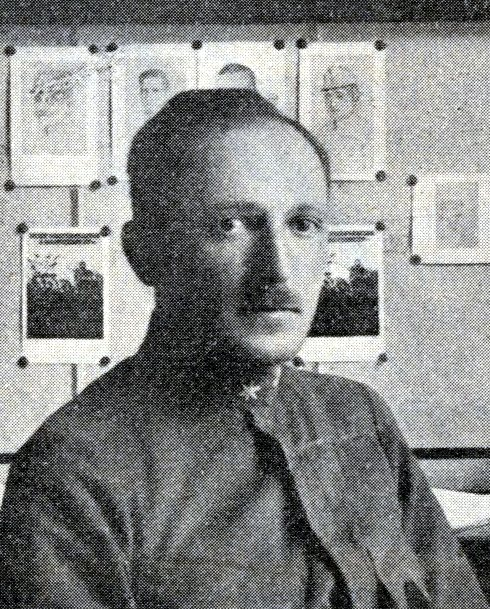
Poručík Richard Sicha v Památníku 3. pěšího pluku v roce 1918

Richard Sicha (16. prosince 1883 Kroměříž – 1963 Brno) byl český spisovatel, bojovník za samostatnost Československého státu. Profesí byl původně důstojníkem, později středoškolským učitelem.

## Život
Richard Sicha se narodil v rodině diurnisty (písaře za denní plat) okresního soudu v Kroměříži Ignáta Sichy a jeho manželky Marie, rozené Singerové. V Kroměříži strávil dětství a v roce 1901 maturoval na zdejším gymnáziu.
Po absolvování české university v Praze (c. k. česká universita Karlo-Ferdinandova) v letech 1901–1905 učil nejprve jako suplent na zemské reálce ve Velkém Meziříčí; skutečným učitelem na českém gymnáziu v Kroměříži byl jmenován v roce 1907. Odsud byl v roce 1916 přeložen na gymnázium v Třebíči.
Byl rakouský důstojník, službu konal mj. u K. u. K. Infanterieregiment Erzeherzog Carl Nr. 3 Kremsier (3. pěší pluk Kroměříž) se kterým se zúčastnil bojů na válečné frontě. Spoluzakládal Vojenský revoluční výbor v Brně v roce 1918 a současně byl zvolen jeho předsedou. Zvolen byl 29.10.1918 v Besedním domě v Brně do čela vojenského odboru Moravského národního výboru. Jako účastník československého odboje podporoval tzv. českou Maffii.
Od 1. ledna 1919 byl přidělen k Čs. zemskému velitelství pro Moravu a Slezsko v Brně a od 11. února 1919 konal službu u Čs. pěšího pluku v Košicích. Dne 31. srpna 1919 propuštěn z činné služby a demobilizován. Od 1. listopadu 1920 působil jako definitivní profesor na IV. Čs. státní reálce v Brně. V 30. letech se stal profesorem reálného gymnázia v Kroměříži se specializací na humanitní předměty, německý jazyk, literaturu. Byl zakladatelem a podporovatelem spolků a sportu zejména fotbalu v Kroměříži.
Po druhé světové válce byl v protiněmecké vlně viněn z propagace německého jazyka u již obviněného vydavatele v rámci retribuce, a to především za vydávání studentských textů k výuce německé poezie a literatury. Situaci přitížil i překlad díla Hrdinové sluneční vlajky od Hanse Steena z roku 1944. Díky intervenci čs. vlastenců opírající se o národní postoje R. Sichy byl poválečných nesmyslných obvinění uchráněn. Po nástupu komunistů k moci v 50. letech dožil v ústraní v Brně, do konce života se zabýval vědou a doučováním studentů.

## Dílo
Richard Sicha byl autor próz a literárněvědných prací. Byl též průkopník výuky esperanta v Čechách a na Moravě.

### Novinářská činnost

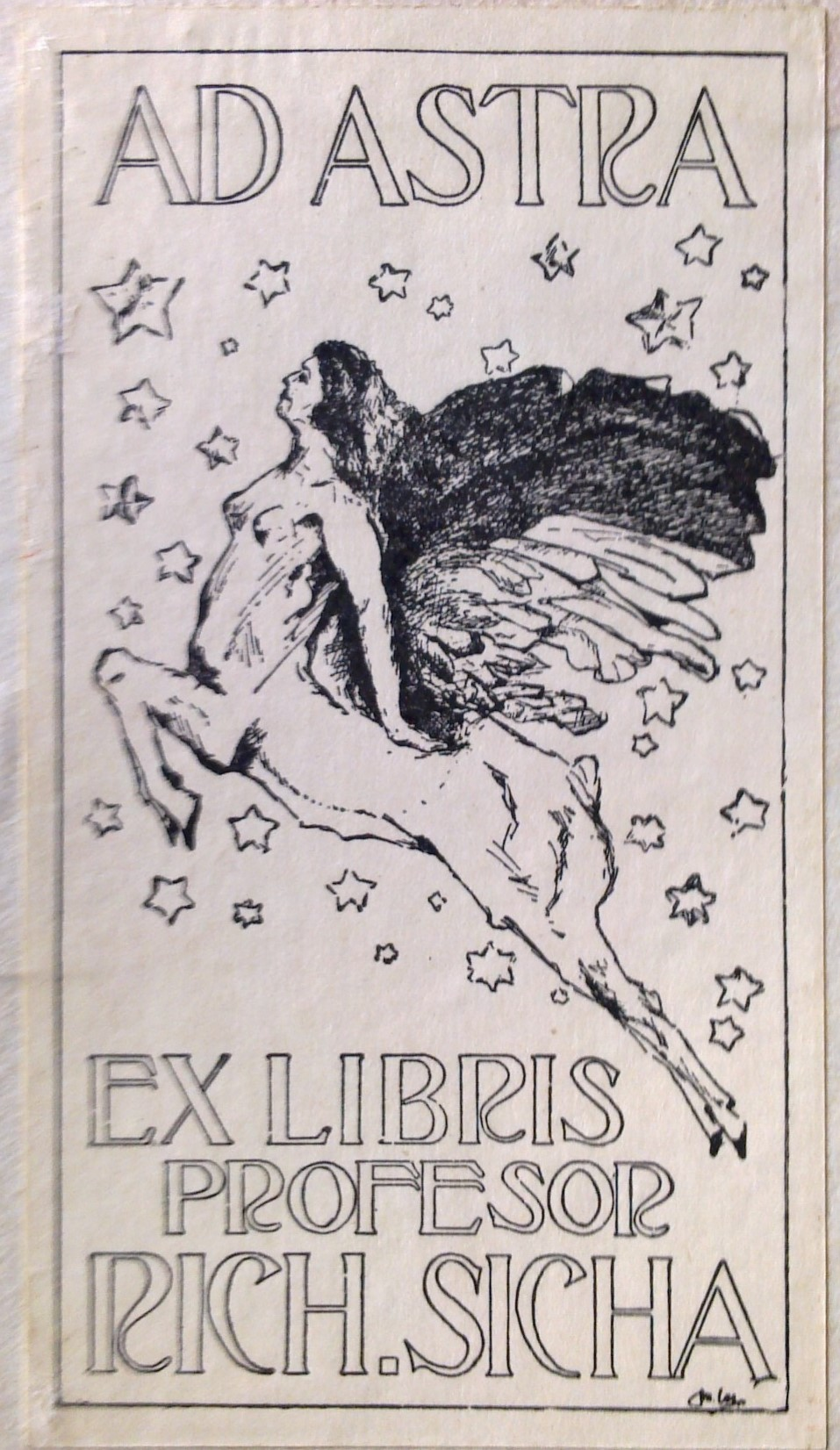
EX LIBRIS Prof. R. Sicha, 30. léta 20. století.

Richard Sicha působil jako redaktor brněnské Rovnosti ve dvacátých letech. Po odchodu z Rovnosti se stal redaktorem brněnského deníku Svoboda. Byl rovněž sportovním publicistou a literárním kritikem. V letech 1930 a 1931 vedl a redigoval filmovou rubriku Ze světa filmu v brněnské Svobodě. Ještě předtím působil také jako organizátor Filmových představení určených brněnské středoškolské mládeži.

### Knižní vydání
- Divoženka, [řezbami v linoleu a dřevoryty vyzd. Anuša Bramborová], Brno, nákl. vlast. St. Kočí [distributor], 1924;
- Po zákonu krve a smyslů – příběhy z velké války, Praha, J. Otto, r. 1921;
- Český vojín a říjnový převrat v Brně – příspěvek k dějinám národního odboje domácího, Brno, Barvič & Novotný, r. 1933;
- Německá ballada doby klassické – Bibliografický záznam převzatý z České národní bibliografie, Výr. zpr. gymn., Kroměříž; 1911/12